# Волга (минный транспорт, 1903)
«Во́лга» — минный транспорт русского императорского и советского флотов.
Построен в соответствии с судостроительной программой 1895 года. В основу проекта был положен шведский проект черноморского минного транспорта «Буг» . В мирное время должен был нести маячную и лоцманскую службу на Балтийском море.
10 января 1902 года зачислен в списки судов Балтийского флота. 2 июня 1903 года заложен на верфи «Новое Адмиралтейство» (Санкт-Петербург). Спущен на воду 10 сентября 1904 года. Вступил в строй 31 марта 1909 года.

## История службы
- 1906 год — Проведены работы по расширению корпуса с 10,8 до 11,88 метра.
- 10 октября 1907 года — Переклассифицирован в минные заградители.
- 1909 год — Причислен к Особому отряду заградителей Балтийского флота.
- 1914—1915 годы — Капитальный ремонт с заменой котлов на новые системы Бельвилля.
- 1914—1917 годы — Участвовал в минно-заградительных операциях русского флота.
- 1917 год — Участвовал в Февральской революции.
- 7 ноября 1917 года — Перешёл на сторону Советской власти.
- 25-27 февраля 1918 года — Совершил переход из Ревеля в Гельсингфорс.
- 10-17 апреля 1918 года — Совершил переход из Гельсингфорса в Кронштадт.
- 13-16 июня 1919 года — Участвовал в подавлении мятежа на форте «Красная Горка» и батарее «Серая Лошадь».
- 10 и 14 августа 1918 года — Участвовал в постановке минного заграждения у Кронштадта.
- 20 октября 1922 — 23 ноября 1923 года — В составе Сводного дивизиона учебных судов.
- 1937—1938 годы — Капитальный ремонт.
- 28 декабря 1938 года — Превращен в несамоходную плавучую базу для лёгких кораблей КБФ.
- 1 июля 1943 года — Сдан в порт на хранение.
- с 28 июля 1944 по 1982 год — Использовался в качестве живорыбной базы в Ленинграде.
- 2009 год — остатки корпуса корабля находились в Угольной гавани (Санкт-Петербург)

## Командиры
- 1905—1909 — капитан 2-го ранга Ивановский, Виктор Яковлевич
- 1909—1913 — капитан 2-го ранга (с 6.12.1912 1-го ранга) Чеглоков, Константин Аполлонович
- 1931—1938 — капитан 2-го ранга Мещерский, Николай Иосифович